# فرنسيس جي. مكافري
فرنسيس جي. مكافري هو سياسي أمريكي، ولد في 16 سبتمبر 1917، وتوفي في 29 نوفمبر 1989. نشط حزبياً في الحزب الديمقراطي. وقد انتخب عضو مجلس ولاية نيويورك ‏.